# 5972 Harryatkinson
5972 Harryatkinson este un asteroid din centura principală de asteroizi.

## Descriere
5972 Harryatkinson este un asteroid din centura principală de asteroizi. A fost descoperit pe 5 august 1991 la Observatorul Palomar de Henry E. Holt. Asteroidul prezintă o orbită caracterizată de o semiaxă mare de 2,68 ua, o excentricitate de 0,08 și o înclinație de 13,9° în raport cu ecliptica.